# Nykøbing Falster Sukkerfabrik
Nykøbing Falster Sukkerfabrik, eller Nordic Sugar Nykøbing, er, som navnet antyder, en sukkerfabrik, der ligger i Nykøbing på øen Falster. Den og Nakskov Sukkerfabrik er de eneste tilbageværende sukkerfabrikker i Danmark, og de er begge ejet af Nordic Sugar under Nordzucker. Nykøbing Falster sukkerfabrik er den eneste af firmaets fabrikker, der både har raffineringskapacitet og pakkeri. Sukkerfabrikken har traditionelt været en stor arbejdsgiver i Nykøbing.
Fabrikken er primært i drift i roekampagnen, som varer fra slutningen af september indtil begyndelsen af januar. I denne periode er fabrikken i gang i døgndrift 7 dage om ugen, hvor der ankommer omkring 500 vognlæs sukkerroer om dagen, hvilket giver omkring 1,4 mio. tons roer under kampagnen. Fabrikken kan forarbejde op til 11.800 tons roer om dagen.
Fabrikken beskæftiger omkring 180 personer, men i roekampagnen er der yderligere omkring 20 medarbejdere ansat.

## Historie
Fabrikken blev etableret af Edward Tesdorpf som andelsvirksomhed som modspil til De Danske Sukkerfabrikker, som havde C.F. Tietgen i spidsen. Den blev anlagt tæt ved jernbanen og havnen, så det var nemt at få sukkerroerne ind på fabrikken og få det raffinerede sukker skibet ud igen. Mængden af roer på fabrikken blev øget støt, og i 1885 modtog fabrikken omkring 250 tons roer i døgnet i under roekampagnen. Fabrikken blev udvidet allerede i 1890 for at følge med den øgede mængde roer.
Sukkerprisen steg i 1920'erne, hvilket gjorde at der i 1928 var 300 ansat på fabrikken samt yderligere 30 personer i administrationen under roekampagnen, hvor flest var i arbejde. Ved børskrakket i 1929 faldt fødevarepriserne voldsomt over hele verden, hvilket også påvirkede sukkerfabrikken. I 1935 var produktionen vokset til at modtage omkring 2.200 tons roer i døgnet i under roekampagnen. I 1950 var der ansat omkring 400 personer i kampagnen som varede 3-4 måneder.
Roekampagnen i 1960 var det sidste år, hvor fabrikken modtog roer via jernbanen, da modtageanlægget på fabrikken var for nedslidt og de fleste landmænd ønskede at levere roerne selv.
I 1989 blev fabrikken købt af De Danske Sukkerfabrikker. I 1993 skiftede den navn til Danisco Sugar.
I maj 2017 udledte fabrikken ved en fejl noget ætsende sod, hvilket resulterede i, at tre skoleelever måtte til kontrol på hospitalet, fordi de havde fået soden på huden.